# Победа (Будовское сельское поселение)
Победа  — поселок в Торжокском районе Тверской области. Входит в состав Будовского сельского поселения.

## География
Находится в центральной части Тверской области на расстоянии приблизительно 2 км на восток по прямой от районного центра города Торжок.

## История
До 1940-х годов не отмечался, на карте 1979 года отмечен был как отделение совхоза им.Ленина. 

## Население
Численность населения: 9 человек (русские 100 %) в 2002 году, 14 в 2010.